# Élections législatives allemandes d'août 1867
Les élections législatives allemandes d'août 1867 sont les premières élections ordinaires du Reichstag de la Confédération de l'Allemagne du Nord. Le premier tour des élections ont lieu le 31 août 1867, les ballotages, quand nécessaire, ont eux lieu les semaines suivantes. La confédération est divisée en 297 circonscriptions dont 236 en Prusse. La Bavière, le Wurtemberg, le Bade ainsi que le sud du Hesse ne font pas partie de la confédération et ne participent donc pas aux élections.

## Résultats

Carte des résultats.

La participation aux élections est nettement inférieure à celle des élections de février, qui avait permis de rédiger une constitution. Les rapports de force politique restent globalement inchangés, les partis partisans du chancelier Otto von Bismarck gardent la majorité. La scission en plusieurs entités des libéraux est confirmée à la fois par les élections puis par la constitution de différents groupes parlementaires dans l'hémicycle. Les provinces prussiennes situées à l'est de l'Elbe restent très conservatrices. Les opposants de l'Association constitutionnelle fédéraliste reçoivent de nombreux suffrages dans les provinces de Hanovre et du Schleswig-Holstein qui viennent d'être annexées par la Prusse.
Trois partis ouvriers : Parti populaire saxon, l'ADAV et le Lassallescher Allgemeiner Deutscher Arbeiterverein (de), sont représentés au parlement. Les catholiques ne sont pas encore représentés politiquement de manière significative contraire aux élections suivantes.
La documentation sur ces élections étant incomplète, il n'existe pas de résultats détaillés fiables avec le nombre de voix par partis. Le tableau suivant ne détaille donc que le nombre de mandats par parti,,.
| Famille politique | Parti  | Parti                                                          | Sièges   |
| ----------------- | ------ | -------------------------------------------------------------- | -------- |
| Conservateur      |        | Conservateur                                                   | 66 (+7)  |
| Conservateur      |        | Conservateur libre                                             | 34 (-5)  |
| Conservateur      |        | Autres conservateurs                                           | 7 (-1)   |
| Libéraux          |        | National-libéral                                               | 81 (+1)  |
| Libéraux          |        | Anciens libéraux                                               | 15 (-12) |
| Libéraux          |        | Union libre (de)                                               | 13 (-1)  |
| Libéraux          |        | Progressiste                                                   | 29 (+10) |
| Libéraux          |        | Autres libéraux                                                | 9 (-2)   |
|                   |        | Association constitutionnelle fédéraliste                      | 21 (+3)  |
| Partis ouvriers   |        | Populaire saxon                                                | 3 (+1)   |
| Partis ouvriers   |        | Allgemeiner Deutscher Arbeiterverein (ADAV)                    | 2 (+2)   |
| Partis ouvriers   |        | Lassallescher Allgemeiner Deutscher Arbeiterverein (LDAV) (de) | 1 (+1)   |
| Minorités         |        | Polonais                                                       | 11 (-2)  |
| Minorités         |        | Danois                                                         | 1 (-1)   |
| Divers            | Divers | Divers                                                         | 4 (-1)   |
| Total             | Total  | Total                                                          | 297      |

## Zollparlament
Les députés du Reichstag de 1867 font en même temps partie automatiquement du Zollparlament, littéralement le parlement douanier, c'est-à-dire le parlement du Zollverein. À ceux-ci s'ajouter 85 députés des États du sud de l'Allemagne qui sont élus en février et mars 1868. 